# Orange Fish Tears
Orange Fish Tears ist ein Jazzalbum von Baikida E.J. Carroll. Die am 3., 4. und 5. Juni 1974 in Paris entstandenen Aufnahmen erschienen 1974 auf Jef Gilsons Label Palm. 2023 wurde das Album als Download auf dem französischen Label Souffle Continu Records wiederveröffentlicht, remastered und restauriert von Gilles Laujol.

## Hintergrund
Ab 1970 arbeitete der Trompeter in St. Louis im Umfeld der Black Artists Group und spielte u. a. mit Joseph Bowie, Oliver Lake, Charles Bobo Shaw, Julius Hemphill und im Human Arts Ensemble. 1972 folgten Baikida Carroll und einige seiner Kollegen aus der Black Artists Group, der Saxophonist/Flötist Oliver Lake, der Posaunist Joseph Bowie, der Schlagzeuger Charles „Bobo“ Shaw und der Trompeter Floyd LeFlore dem Rat ihrer Freunde im Art Ensemble of Chicago; sie verließen Chicago und ihre Heimat Missouri, um in Paris zu arbeiten und ihre Ideen zu verwirklichen. Im folgenden Jahr bekamen sie die Chance, ihr einziges Album aufzunehmen, das schnell Mythenstatus erlangte, In Paris, Aries 1973. Dabei kreuzten sich ihre Wege mit dem französischen Musiker Jef Gilson. Dieser war stets auf der Suche nach neuen Künstlern für sein neu gegründetes Palm-Label (Productions Artistiques Littéraires et Musicales) und war seit Ende der 1950er-Jahre an vielen Fronten im Jazz aktiv.
Der Bandleader, Pianist, Komponist und Toningenieur Jef Gilson hatte bereits in den vergangenen Monaten andere amerikanische Musiker aufgenommen, wie Byard Lancaster, Keno Speller, Clint Jackson III, Khan Jamal, und bot Baikida Carroll daher die Chance, sein erstes Album unter eigenem Namen aufzunehmen. Daraufhin bat Carroll den Saxophonisten Oliver Lake, sich ihm anzuschließen. Er rekrutierte auch Manuel Villaroel, einen jungen französisch-chilenischen Pianisten der Gruppe Matchi-Oul, der bereits 1971 ein Album auf Futura veröffentlicht hatte und 1976 ein weiteres auf Palm veröffentlichen sollte.

## Titelliste
- Baikida E.J. Carroll: Orange Fish Tears (PALM 13)[2]

A1		Orange Fish Tears 8:00

A2		Forest Scorpion 12:06

B1		Rue Roger (Oliver Lake) 9:41

B2		Porte d’Orléans 14:15
Wenn nicht anders vermerkt, stammen die Kompositionen von Baikida E.J. Carroll.

## Rezeption
Das Album fange den Trompeter Baikida E.J. Carroll und den Saxophonisten Oliver Lake von der Black Artists Group in Paris auf dem Höhepunkt ihrer Form auf, lobt die Bandcamp-Daily-Redaktion, die das Album zu den besten Neu- (und Wieder)veröffentlichungen des Monats zählt. Es sei nicht nur eines der Höhepunkte in Gilsons Katalog von Palm Records, sondern vielleicht auch Free Jazz in seiner zugänglichsten Form. Aber das bedeute keineswegs, dass es weniger feurig sei die avantgardistischere Seite der Dinge; man höre sich einfach „Forest Scorpion“ an, ein berauschendes Perkussions-Workout, das auf afrikanischen Trommeltechniken basiere und von dort aus in die Stratosphäre aufsteige. Manuel Villaroels Klavierspiel, das sich auf die rhythmischen Qualitäten dieses Instruments konzentriert, und Lakes experimentierfreudiges Saxophonspiel, das Unschärfen und Explosionen mit Momenten mitreißender Melodie abwechselt, würden einen hervorragenden Kontrapunkt zueinander bilden.
Wenn am Ende des Stückes die Gruppe zusammenkomme, klingt das geradezu aufschlussreich. „Rue Roger“ sei ein komplizierter Tanz zwischen Carroll und Lake, bei dem Trompete und Saxophon auf eine innige Weise ineinandergreifen, wie es nur Musikern gelingt, die so fürsorglich und vertraut miteinander umgehen; Ungefähr zur Hälfte des Stücks spielt Carroll ein Solo mit einer solchen Süße und Sehnsucht, dass es schwer ist, sich nicht sofort emotional berührt zu fühlen. Auf „Porte d’Orleans“ würde sich eine strahlende Jamsession entfalten, die alle verfügbaren Klangfarben ausstrahle. Ein prächtiges und fröhliches Album, das seinen Platz im Kanon des Free Jazz mehr als verdiene.